# الغارديان
الغارديان هي صحيفة يومية بريطانية تأسست عام 1821 باسم «ذا مانشستر غارديان»، وغُير اسمها عام 1959. تعتبر صحيفة الغارديان جزءًا من شركة «غارديان ميديا غروب»، جنبًا إلى جنب مع الصحف المشابهة لها مثل «ذي أوبسرفر» و«ذا غارديان ويكلي»، المملوكة من قِبل شركة «سكوت ترست» المحدودة. أُنشئت شركة ترست عام 1936 من أجل «ضمان الاستقلال المالي والتحريري لصحيفة الغارديان إلى الأبد وحماية الحرية الصحفية والقيم الليبرالية لصحيفة الغارديان وإبقائها حرة بعيدًا من التدخل التجاري أو السياسي». تحولت شركة ترست إلى شركة محدودة عام 2008، وبدستور يهدف إلى الحفاظ على صحيفة الغارديان كما لو أنها بُنيت داخل هيكل شركة سكوت من قِبل صانعيها. يُعاد استثمار الأرباح في الصحافة بدلاً من توزيعها على أصحاب الصحيفة أو المساهمين.
حلت رئيسة التحرير كاثرين فاينر محل آلان روسبريدر من بعده عام 2015. نُشرت طبعات الأقسام الرئيسية للصحفية بشكل التابلويد منذ عام 2018. كان التداول اليومي للنسخة المطبوعة يبلغ 136,834 اعتبارًا من شهر نوفمبر من ذلك العام. للصحيفة نسخة إلكترونية، تحمل الرابط «TheGuardian.com»، بالإضافة إلى موقعي ويب عالميين، هما: غارديان أستراليا (تأسس عام 2013) وغارديان الولايات المتحدة (تأسس عام 2011). عادةً ما يكون جمهور القراء من أصحاب الرأي السياسي اليساري في بريطانيا، وأدت سمعتها كمنصة تحرير ليبرالية يسارية إلى استخدام عبارات مثل «قارئ الغارديان» و«الغارديانستا» وهي صفات ازدرائية في كثير من الأحيان للذين يميلون إلى اليسار أو إلى ميول «الصواب السياسي». دفعت الأخطاء المطبعية المتكررة في عصر تصفيف الحروف اليدوي مجلة «برايفت آي» إلى وصف الصحيفة باسم «Grauniad» (للسخرية من الأخطاء المطبعية فيها) في الستينيات من القرن العشرين، وهو اللقب الذي ما زال يُستخدم حتى اليوم.
في بحث استطلاعي أجرته شركة «إيبسوس موري» في سبتمبر 2018 بهدف استقصاء ثقة الجمهور بعناوين محددة على الإنترنت، أحرزت الغارديان أعلى نسبة في أخبار المحتوى الرقمي، إذ وافق 84% من القراء على أنهم «يثقون بما يشاهدونه فيها». ذكر تقرير ديسمبر 2018 لاستطلاع أجرته شركة قياس جمهور الناشرين (بّي إيه إم سي أو) أن النسخة المطبوعة من الصحيفة هي الأكثر ثقةً بين الجمهور في المملكة المتحدة في الفترة من أكتوبر 2017 إلى سبتمبر 2018. ذّكر أيضًا أنها الأكثر قراءة من بين «أصناف الصحف الجيدة» في المملكة المتحدة، بما في ذلك الطبعات الرقمية؛ وكان من بين الأصناف الجيدة الأخرى صحف مثل «التايمز» و«ديلي تلغراف» و«ذي إندبندنت» و«ذي آي». وفي الوقت الذي كان فيه التداول اليومي للصحيفة في تراجع، أشار التقرير أن الأخبار التي تنشرها صحيفة الغارديان، بما في ذلك الأخبار في الموقع الإلكتروني، تصل إلى أكثر من 23 مليون من البالغين في المملكة المتحدة شهريًا.
كان أبرز «سبق صحفي» تعرضت له الصحيفة هو فضيحة تجسس نيوز إنترناشيونال على الهواتف عام 2011، وبشكل خاص التجسس على هاتف المراهق الإنكليزي ميلي داولر. أدى التحقيق إلى إغلاق «نيوز أوف ذه ورلد»، وهي صحيفة يوم الأحد الأكثر مبيعًا في المملكة المتحدة وواحدة من أعلى الصحف تداولًا في التاريخ. 17 في يونيو 2013، نشرت صحيفة الغارديان خبر تجميع إدارة أوباما لسجلات الهاتف السرية لشركة فيرايزون للاتصالات، وكشفت بعد ذلك عن وجود برنامج مراقبة، يدعى بريسم، بعد أن سُربت المعلومات عنه إلى الصحيفة من قِبل المبلغين عن المخالفات ومتعاهد وكالة الأمن القومي السابق، إدوارد سنودن. في عام 2016، قادت الغارديان تحقيقًا في وثائق بنما، إذ كشفت علاقات رئيس الوزراء آنذاك ديفيد كاميرون بالحسابات المصرفية الخارجية. اختيرت الصحيفة لتكون «صحيفة العام» أربع مرات في جوائز الصحافة البريطانية السنوية: كان آخرها عام 2014، لتقريرها عن المراقبة الحكومية.

## السنوات المبكرة
تأسست صحيفة «ذا مانشستر غارديان» في مانشستر عام 1821 من قِبل تاجر القطن جون إدوارد تايلر بدعم من «ليتل سركل»، وهي مجموعة من رجال الأعمال غير الملتزمين. أطلقوا صحيفتهم بعد إغلاق الشرطة لصحيفة «مانشستر أوبسرفر» الأكثر تطرفًا، وهي صحيفة دافعت عن قضية متظاهري مذبحة بيترلو. كان تايلر معاديًا للإصلاحيين المتطرفين، إذ كتب فيهم: «لم يحتكموا إلى المنطق، إنما إلى العواطف ومعاناة أبناء بلدهم الذين تعرضوا للإيذاء والسخرية من أولئك الذين انتزعوا من صناعتهم غير المجدية وسائل حياة وفيرة ومريحة لأنفسهم. إنهم لا يكدحون، ولا يغزلون، لكنهم يعيشون بشكل أفضل من أولئك الذين يفعلون ذلك».

## الحرب الأهلية الإسبانية
اكتسبت الصحيفة سمعة وطنية واحترام اليسار خلال الحرب الأهلية الإسبانية (1936-1939)، كونها تتبع تقليديًا الوسط إلى اليسار الوسطي من الحزب الليبرالي، وبقاعدة تداول شمالية غير ملتزمة. كتب جورج أورويل في سيرته الذاتية «الحنين إلى كتالونيا» (1938) ما يلي: «من بين أكبر صحفنا، فإن مانشستر غارديان هي الوحيدة الذي لدي احترام متزايد لأمانتها». دعمت صحيفة الغارديان الحكومة الجمهورية ضد القوميين المتمردين بقيادة الجنرال فرانسيسكو فرانكو، وذلك بالتعاون مع صحيفة «نيوز كرونيكل» المؤيدة للليبرالية، وصحيفة «ديلي هيرالد» المؤيدة لحزب العمال، وصحيفة «ديلي ووركر» التابعة للحزب الشيوعي وصحف يوم الأحد وصحف أسبوعية عدة أخرى.

## ما بعد الحرب
كره رئيس تحرير الصحيفة آنذاك، ألفريد بويل وادسورث، مناصر اليسار في حزب العمل أنيورين بيفان، الذي أشار في خطاب أنه ينبغي التخلص من «توني فيرمان وداعمي الكراهية من حاشيته» مما شجع القراء على التصويت للحزب المحافظ وإزالة حكومة أتلي من حزب العمل بعد الحرب. عارضت الصحيفة إنشاء الخدمة الصحية الوطنية لأنها خشيت أن يؤدي توفير الرعاية الصحية من الدولة إلى «القضاء على الإقصاء الانتقائي» ويؤدي إلى زيادة المشوهين خلقيًا والناس الضعفاء.

## صراع أيرلندا الشمالية
عندما قُتل 13 متظاهرًا في مجال الحقوق المدنية في أيرلندا الشمالية على أيدي الجنود البريطانيين في 30 يناير 1972 (المعروف باسم الأحد الدامي)، قالت صحيفة الغارديان إنه «لا يمكن لأي طرف الهروب من الإدانة». وكتبوا عن المتظاهرين ما يلي: «تحدى منظمو التظاهرة، والتي كانت الآنسة برناديت ديفلين من بينهم، عمدًا الحظر المفروض على المسيرات، وكانوا يعلمون أنه لا يمكن منع رمي الحجارة والقنص، وأن الجيش الجمهوري الإيرلندي قد يستخدم الحشد كدرع». وكتبوا عن الجيش ما يلي: «يبدو أنه لا يوجد أدنى شك في أن الطلقات العشوائية قد أُطلقت على الحشد، واستهدفت الأفراد الذين لم يكونوا مفخخين بالقنابل أو حاملين للأسلحة، وأنه تم استخدام القوة المفرطة».

## سارة تيسدال
في عام 1983، كانت الصحيفة في قلب الجدل الدائر حول الوثائق المتعلقة بتمركز صواريخ كروز في بريطانيا، والتي سُربت إلى الغارديان من قبل الموظفة المدنية سارة تيسدال. امتثلت الصحيفة في النهاية لأمر من المحكمة بتسليم الوثائق إلى السلطات، مما أدى إلى الحكم بالسجن لمدة ستة أشهر على تيسدال، رغم أنها مكثت أربعة أشهر فقط. قال بيتر برستون، الذي كان رئيس تحرير صحيفة الغارديان في ذلك الوقت: «ما زلت ألوم نفسي»، لكنه استمر في القول بأن الصحيفة ليس لديها خيار لأنها «تؤمن بسيادة القانون». في مقال يناقش جوليان أسانج وحماية المصادر من قبل الصحفيين، انتقد جون بيلجر محرر صحيفة الغارديان لخيانة تيسدال باختياره عدم الذهاب إلى السجن «بناءً على مبدأ حماية المصدر الأساسي».

## وصلات خارجية
- الغارديان على موقع IMDb (الإنجليزية)
- الغارديان على موقع الموسوعة البريطانية (الإنجليزية)
- الغارديان على موقع روتن توميتوز (الإنجليزية)
- الموقع الرسمي (بالإنجليزية)
- الغارديان بالعربي